# Neutrino electrónico
El neutrino electrónico (o electrón-neutrino) es una partícula elemental que pertenece al grupo de los leptones. Tiene espín ½, y una masa como mucho un millón de veces menor que la del electrón, pero no nula.
Como tiene una masa tan pequeña, siempre se mueve a una velocidad cercana a la velocidad de la luz, por eso los científicos pensaban que el neutrino carecía de masa, y era por tanto un luxón. Más adelante se descubriría el fenómeno de la oscilación de neutrinos, que consiste básicamente en que los neutrinos cambian constantemente de sabor. Como consecuencia de la oscilación, los neutrinos deben de tener una masa no nula.
No tiene carga eléctrica, y como sólo interactúa a través de la interacción débil (la interacción gravitatoria en el mundo de las partículas es ínfima), es una partícula muy difícil de detectar, y además (debido a la oscilación) es prácticamente indistinguible de los otros dos neutrinos del modelo estándar de la física de partículas.
Fue hipotetizada por primera vez por Wolfgang Ernst Pauli en 1930, para dar cuenta de la falta de impulso y energía en la desintegración beta, y fue descubierto en 1956 por un equipo dirigido por Clyde Cowan y Frederick Reines bajo la supervisión de Ferran Paulí (véase Experimento de neutrinos Cowan-Reines).